# Le vite de’ più eccellenti pittori, scultori e architettori

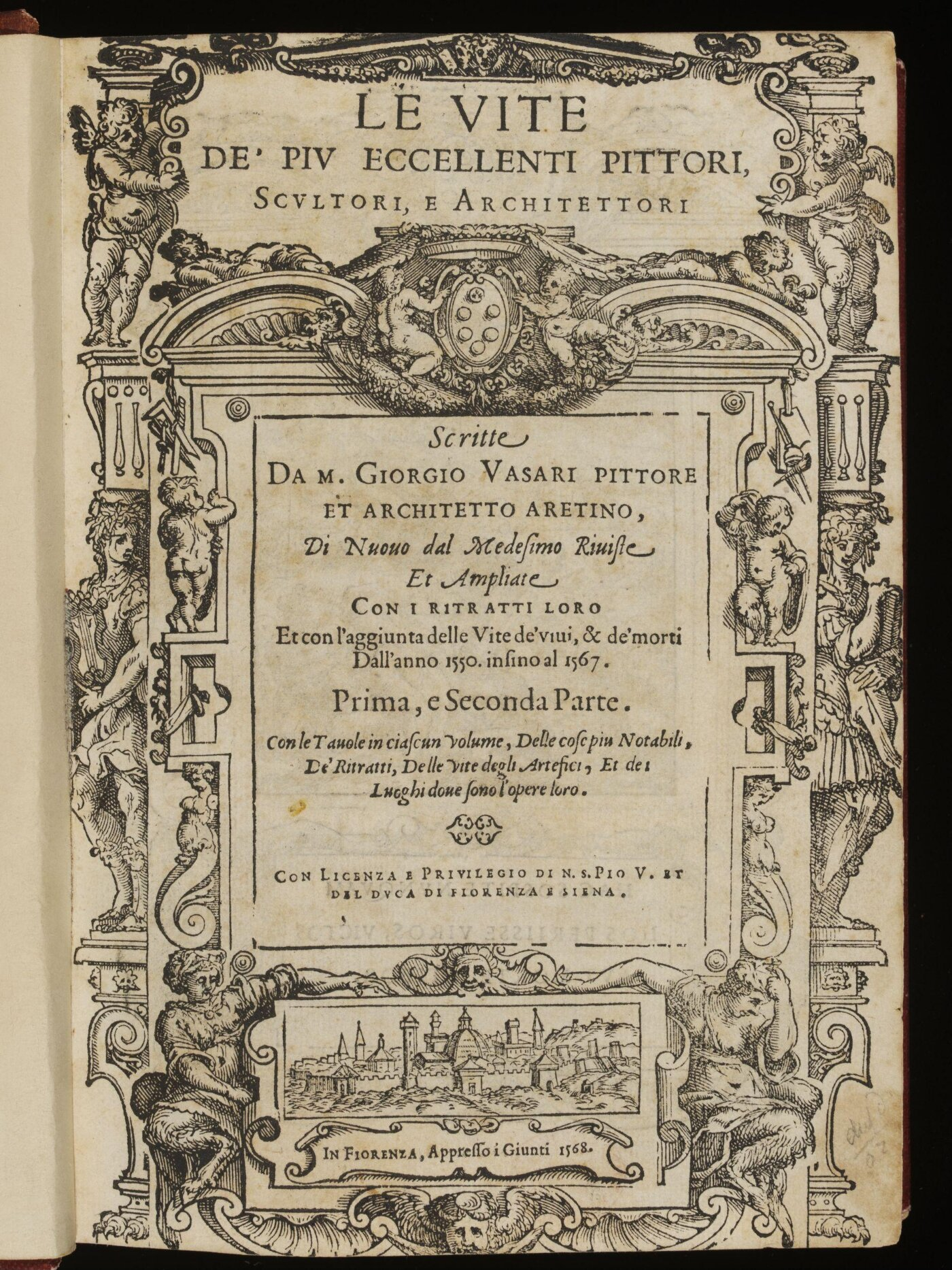
Le vite, Ausgabe 1568, Verlag Giunti, Florenz. Titelseite des ersten Bandes. Holzschnitt von Giorgio Vasari.

Le vite de’ più eccellenti pittori, scultori e architettori (wörtlich „Die Leben der hervorragendsten Maler, Bildhauer und Architekten“), kurz Le vite (oder Le Vite), ist der italienische Titel der erweiterten zweiten Ausgabe der umfangreichen Sammlung von Künstlerbiographien, die der italienische Architekt und Maler Giorgio Vasari (1511–1574) verfasst und in Florenz veröffentlicht hat (erste Ausgabe 1550, zweite Ausgabe 1568). In diesem monumentalen Werk beschrieb Vasari in chronologischer Reihenfolge zahlreiche frühere und zeitgenössische italienische Künstler, darunter Leonardo da Vinci, Raffael und Michelangelo. Er widmete das Werk Cosimo I. de’ Medici.
Die Vite (im Deutschen auch Viten genannt) gelten als Vasaris Opus magnum. Sie sicherten ihm bleibenden Ruhm als Kunsthistoriograf und Pionier der Kunstgeschichte. Sie gelten als „Gründungstext der Kunstgeschichte“ und sind trotz ihres literarischen Charakters eine wichtige Quelle zur Kunst der Renaissance.

## Entstehung und Ausgaben

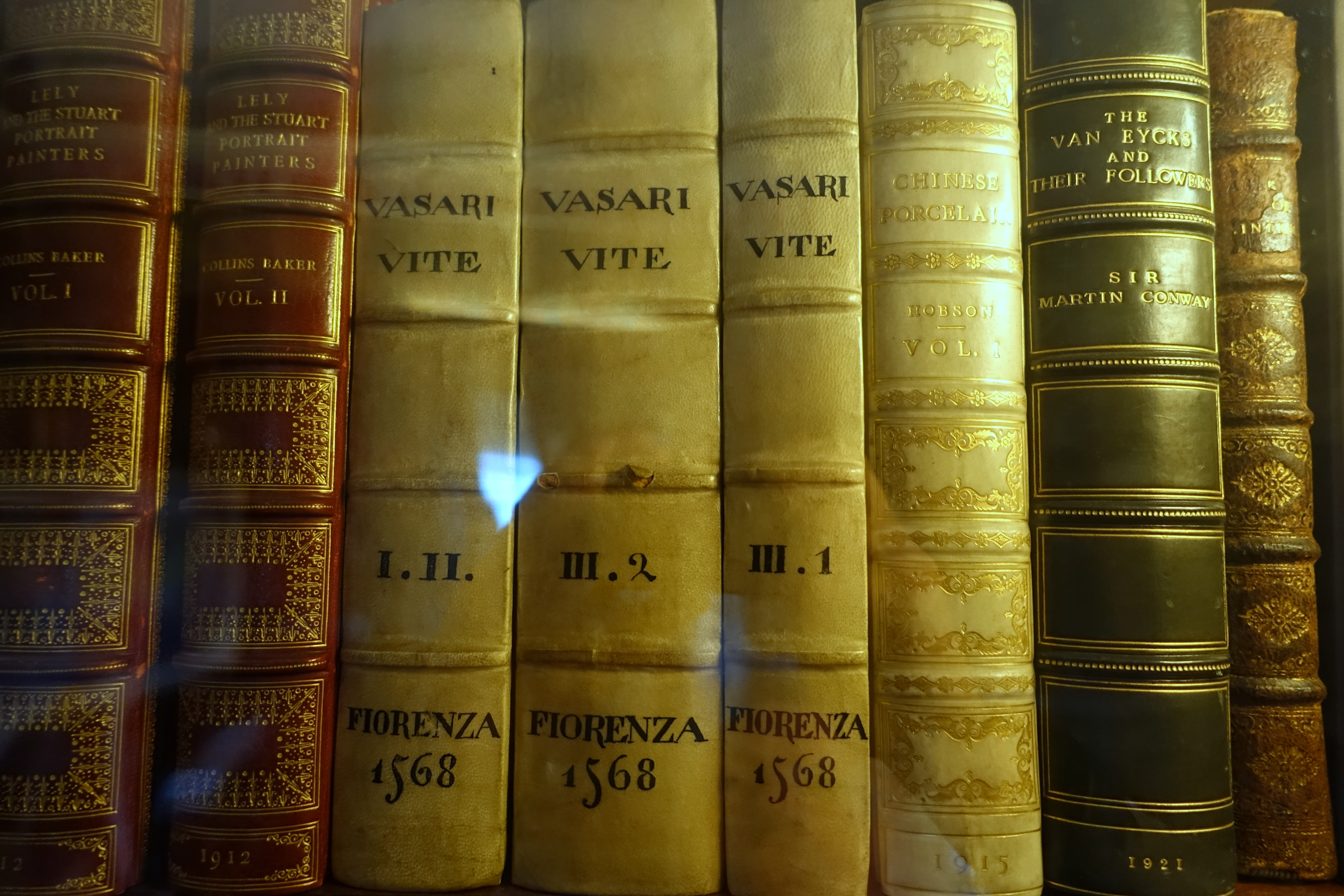
Die drei Bände der Ausgabe 1568

Vasari schrieb die erste Fassung seiner Vite zwischen 1545 und 1547, möglicherweise angeregt durch den Intellektuellen- und Künstlerkreis um Alessandro Farnese. Hierfür griff er auf eigene Vorarbeiten und Schriften von befreundeten Humanisten wie Paolo Giovio zurück, der Vasaris Projekt tatkräftig unterstützte. Vasaris parallel angelegte Sammlung von Zeichnungen, der Libro de’ disegni, war von ihm als Ergänzung gedacht und wird in den Lebensbeschreibungen auch immer wieder als Referenz genannt. Der Libro de’ disegni wurde nach seinem Tod auseinandergerissen; die Blätter befinden sich heute in einem Dutzend öffentlicher Sammlungen.
Die Erstausgabe in zwei Bänden erschien 1550 beim Verleger Lorenzo Torrentino in Florenz. Diese Ausgabe wird auch Edizione torrentiniana oder kurz Torrentiniana genannt. Die Biographien beginnen mit Cimabue (* ca. 1240; † ca. 1302) und enden mit Michelangelo (1475–1564). Michelangelo war von den beschriebenen Künstlern der einzige, der im Jahr 1550 noch lebte.
1568 erschien die zweite, korrigierte und stark erweiterte Ausgabe mit verändertem Titel in drei Bänden beim Verlag Giunti in Florenz. In der Edizione giuntina, kurz Giuntina, vermehrte Vasari die Zahl der Biographien erheblich. Er beschrieb nun auch eine Reihe von noch lebenden Künstlern und ergänzte am Ende eine Autobiographie (Descrizione dell’opere di Giorgio Vasari pittore & architetto aretino), die in der Erstausgabe noch nicht enthalten war. Außerdem fügte er Holzschnitte mit (großteils fiktiven) Künstlerporträts ein.

## Titel
Der Text auf der Titelseite der Erstausgabe (1550) lautet, mit Anpassung an die heutige Rechtschreibung: Le vite de’ più eccellenti architetti, pittori e scultori italiani, da Cimabue insino a’ tempi nostri: descritte in lingua toscana, da Giorgio Vasari, pittore aretino. Con una sua utile & necessaria introduzione a le arti loro. Vasari nennt die Architekten an erster Stelle, dann die Maler und Bildhauer. Die Darstellung reicht laut Titel „von Cimabue bis in unsere Zeiten“ und enthält „eine nützliche & notwendige Einführung“ Vasaris zu den Künsten. Als Sprache wird „Toskanisch“ angegeben, Vasari wird als Maler aus Arezzo vorgestellt.
Der Titel der zweiten Ausgabe (1568) lautet, mit Anpassung an die heutige Rechtschreibung: Le vite de’ più eccellenti pittori, scultori e architettori. Die Maler (pittori) stehen nun also an erster Stelle. Die Architekten werden nicht mehr architetti, sondern architettori genannt. Ansonsten schwanken Schreibweisen und Formulierungen zwischen den Titeln der drei Bände (siehe Bild oben und drei Bilder unten). Beispielsweise lautet das italienische „und“ teils et, teils e; davor steht teils ein Komma, teils nicht. Bei Band 1 beginnt der Titel mit Le vite (wörtlich „Die Leben“), bei Band 2 und 3 mit Delle vite (wörtlich „Von den Leben“ oder „Über die Leben“).
Das italienische vita hat hier die Doppelbedeutung „Leben“ und „Vita“ (Biographie). In deutschen Ausgaben wurden die Wörter Le vite verschieden übersetzt: Leben, Lebensbeschreibungen oder Lebensläufe. Im Englischen wird der Anfang des Titels, Le vite, gewöhnlich im Sinne von „Leben“ mit Lives oder The Lives übersetzt.
In der ersten Ausgabe von 1550 überschrieb Vasari die einzelnen Viten einfach mit den Namen der Personen und Zusätzen, z. B. Andrea Mantegna mantovano (sinngemäß „Andrea Mantegna aus Mantua“). In der zweiten Ausgabe (1568) beginnen die Überschriften von 155 Viten mit Vita di – und zwar durchweg im Singular, also auch bei den Sammelviten, in denen mehrere Künstler zusammen beschrieben werden, z. B. Vita di Nicola e Giovanni Pisani scultori et architetti (Vita von Nicola und Giovanni Pisano) oder Vita di Vittore Scarpaccia et altri pittori viniziani e lombardi (Vita von Vittore Scarpaccia und anderen venezianischen und lombardischen Malern). In den ab 2004 erschienenen deutschen Neuübersetzungen (Berliner Edition Giorgio Vasari) beginnen neu zusammengestellte Sammelviten teils mit Das Leben (z. B. Das Leben des Bramante und des Peruzzi), teils mit Die Leben (z. B. Die Leben der Bildhauer des Cinquecento).

## Zahl der Viten
Die erste Ausgabe von 1550 enthält 133 Viten. Vasari übernahm sie nahezu alle in die zweite Ausgabe (1568); er strich nur die Vita von Galasso Galassi. Allerdings hat Vasari laut Wolfgang Kallab (Vasaristudien, 1908) in der zweiten Ausgabe „die in der ersten Ausgabe selbständigen Viten von zirka neun Künstlern, von denen er keine Bildnisse erhalten konnte, ganz willkürlich an andere angehängt“, sie also in Bestandteile anderer Viten umgewandelt. Ansonsten schrieb Vasari für die zweite Ausgabe zahlreiche neue Viten, vor allem zu seinen Zeitgenossen im Cinquecento.
Die zweite Ausgabe enthält laut Wolfgang Kallab 161 Viten. Carlo Maria Simonetti gibt dieselbe Zahl an. Diese Zählung wird auch durch die Angabe bestätigt, dass beide Ausgaben zusammen 162 Viten enthalten, weil eine Vita (Galasso Galassi) nur in der ersten Ausgabe enthalten ist. Wenn Vasari darauf verzichtet hätte, einige vormals selbständige Viten in Bestandteile anderer Viten umzuwandeln, wäre die Zahl der Viten in der zweiten Ausgabe entsprechend höher (etwa 170 statt 161).
Die Zahl der mit einer Vita gewürdigten Künstler ist wesentlich höher als die Zahl der Viten, weil in vielen Viten laut der jeweiligen Überschrift mehrere Künstler zusammen beschrieben werden. Schon die erste Ausgabe enthielt einige solche Sammelviten, die zweite Ausgabe enthält mehr als 30 Sammelviten. In den Überschriften der zweiten Ausgabe werden fast 200 Künstler namentlich genannt. In einigen Überschriften der zweiten Ausgabe, vor allem im zweiten Band, steht am Ende eine Gruppe von Künstlern, zum Beispiel „… und andere friaulische Maler“. Die Namen der zu dieser Gruppe gehörenden Künstler tauchen dann erst im weiteren Text auf. Unabhängig von der Benennung einer solchen Gruppe werden zahlreiche weitere Künstler in den Viten behandelt oder erwähnt, deren Name nicht in der Überschrift der jeweiligen Vita steht.

## Bedeutung

### Begründung der Kunstgeschichte

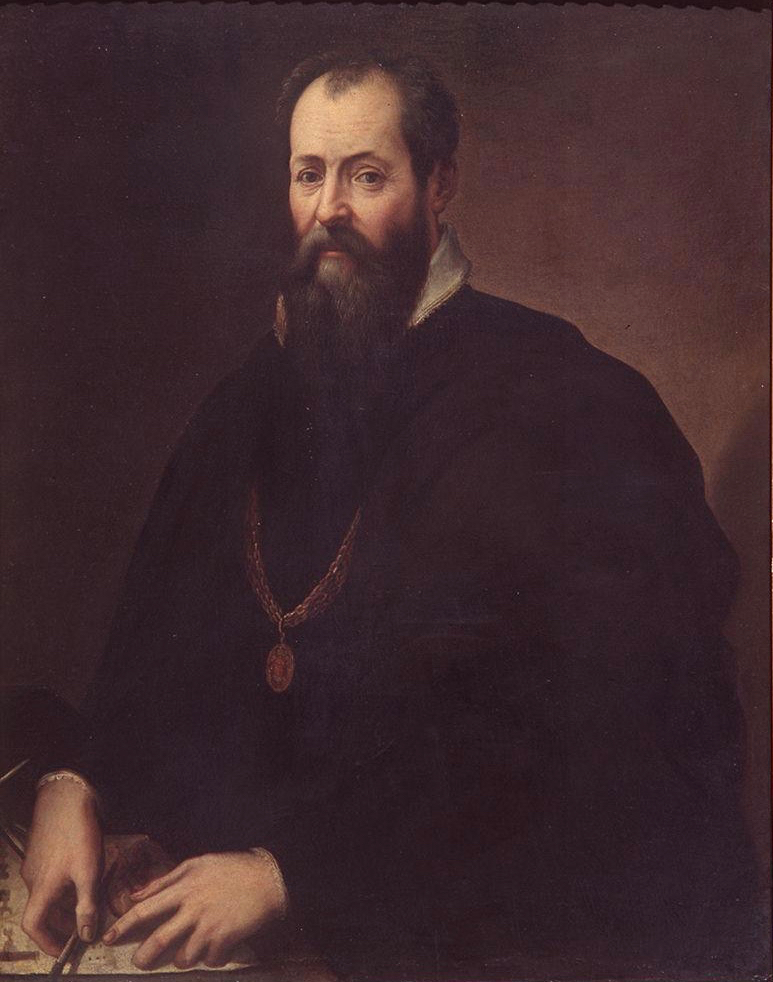
Giorgio Vasari, Selbstporträt (zwischen 1550 und 1567), Galleria degli Uffizi, Florenz

Giorgio Vasari gilt wegen seines Bemühens um eine chronologisch geordnete Darstellung einer Entwicklung der Künste als Begründer der Kunstgeschichte bzw. der Kunstliteratur wird deshalb bis heute oft als „Vater der Kunstgeschichte“ bezeichnet.
Er stellte nicht nur die Lebensstationen und die Werke der Künstler dar, sondern versuchte auch deren Lebens- und Arbeitsumstände zu schildern, etwa ihre Beziehungen untereinander sowie zu Sammlern und Mäzenen. Obwohl die historischen Angaben bei Vasari unzuverlässig, fehlerhaft oder sogar erfunden sind, stellen seine Vite nach wie vor eine wichtige Quelle zur Kunst des Spätmittelalters und der Renaissance in Italien dar.
Vasari prägte über Jahrhunderte das Bild der italienischen Renaissance und die Vorstellung, dass fähige Künstler herausragende Persönlichkeiten seien. In seinem Bemühen um eine Aufwertung der Künstler erhob er sie durch die Zuschreibung von „Geistesaristokratie“ und durch echte oder auch erfundene Genealogien in einen adeligen Rang, in einen neuen „Adel der Kunst“. Laut dem Kunsthistoriker Matteo Burioni erhöhte die Erwähnung eines Künstlers bei Vasari die Wahrscheinlichkeit, dass seine Werke überliefert wurden.

### Inhaltliche Fehler, literarische Qualität
Der amerikanische Kunsthistoriker Paul Barolsky deutete in seinem Buch Why Mona Lisa smiles and other tales by Vasari (1991) die Vite als ein bewusst literarisch konzipiertes Werk. Vasari habe keine historische Quelle mit vielen „Fehlern“ verfasst, sondern eine Sammlung von Novellen nach erkennbaren Vorbildern, von Dante Alighieri und Francesco Petrarca bis zu Zeitgenossen. Er habe unter anderem Episoden aus Boccaccios Decamerone oder Franco Sacchettis Novellen übernommen, bisweilen in die eigene Zeit versetzt und dieses fiktive Material in seine Biographien eingestreut. Weitere Anekdoten habe Vasari selbst erfunden, sogar ganze Malerpersönlichkeiten habe er frei erfunden, etwa Morto da Feltre. Die meisten bildhaften Episoden in den Vite hätten keine Quelle, seien aber meisterlich zu glaubhaften Lebensläufen verknüpft und vierhundert Jahre lang als authentische historische Quelle missverstanden worden.
Barolsky verfolgte diese Interpretation in Giotto’s father and the family of Vasari’s Lives (1992) weiter und arbeitete dabei „Aspekte einer möglichen Sozialgeschichte der Renaissancekunst“ heraus, wie die Kunsthistorikerin Christine Tauber in einer Rezension der deutschen Übersetzung schrieb. Tauber bestätigte fiktive Elemente in den Vite. Andererseits warf sie Barolsky unwissenschaftliches Vorgehen vor, darunter den Verzicht auf Fußnoten und das Hantieren mit bloßen Assoziationen.

### Sprachlicher Einfluss
Zentrale Begriffe der Kunstgeschichte gehen auf Vasari zurück, darunter die Begriffe Gotik (Vasari empfand die mittelalterliche Kunst als fremdartig, barbarisch – italienisch gotico) und Manierismus.
In den Vorworten zu den beiden ersten Teilen seiner Biographien verwendete Vasari fünfmal das Wort rinascita (italienisch für „Wiedergeburt“). Daraus entwickelte sich die Epochenbezeichnung renaissance (französisch für „Wiedergeburt“) bzw. im Italienischen rinascimento. Als Epochenbegriff wurde Renaissance allerdings erst 1855 von dem französischen Historiker Jules Michelet etabliert und dann durch Jacob Burckhardts Werk Die Cultur der Renaissance in Italien (1860) im Deutschen  weiterverbreitet.
Aufgrund seiner Erzählkunst, seiner sachlichen, aber auch lebensnahen Sprache und der Rezeption seines Werks nahm Vasari mit seinem toskanischen Dialekt auch Einfluss auf die italienische Sprache. Laut Alessandro Nova, Herausgeber der Berliner Edition Giorgio Vasari (2004–2015), trug Vasari nicht weniger als Dante, Petrarca oder Boccaccio dazu bei, „die italienische lingua und eine nationale Identität zu formen“.

## Inhalt der Ausgabe von 1568
Das Werk enthält Biographien von Künstlern, grob chronologisch geordnet, von Cimabue (* ca. 1240) bis zu Vasari selbst. Damit erfasste er, auf die Werke der Künstler bezogen, einen Zeitraum von knapp drei Jahrhunderten ab ca. 1280. Vasari beschrieb vor allem toskanische und umbrische Künstler und vernachlässigte andere Regionen Italiens. Insbesondere fehlen bei ihm viele herausragende Künstler aus Oberitalien. Viele der Dargestellten hatten im Auftrag der Medici gearbeitet.
In den im Abschnitt Erster Band beginnenden Künstlerlisten werden nach den Aufzählungspunkten zunächst die Künstler genannt, die in der jeweiligen Vita in der Überschrift genannt werden. Teilweise werden dann in einer neuen Zeile, nach dem Wort „mit“, in kleinerer Schrift weitere Künstler aufgeführt, die in der jeweiligen Vita ebenfalls von Vasari besprochen oder erwähnt werden. Die Hinweise zu diesen weiteren Künstlern sind nicht vollständig.

### Bände und Teile
Die Ausgabe von 1568 erschien in drei Bänden. Sie enthalten hauptsächlich die Biographien, die von Vasari in drei Teile gegliedert wurden. Der erste und der zweite Teil befinden sich in Band 1. Der dritte Teil nimmt die beiden weiteren Bände in Anspruch. Band 1 enthält zu Beginn unter anderem eine Einleitung (Proemio) zum ganzen Werk, eine umfangreiche Einführung zu den drei Künsten Architektur, Bildhauerei, Malerei und eine Einleitung zu den Biographien. Dem zweiten und dritten Teil der Biographien ist jeweils eine eigene Einleitung vorangestellt. Die letzte Biographie in Band 3 ist eine 42 Seiten lange Selbstbeschreibung Vasaris. Jeder Band enthält außerdem umfangreiche Verzeichnisse.
- Band 1 (= Teil I und II der Biographien),
 Titel-Variante mit Holzschnitt in der Mitte
- Band 2 (erster Band von Teil III)
- Band 3 (zweiter Band von Teil III)

### Erster Band
- Widmung für Cosimo de’ Medici vom 9. Januar 1568
- Widmung für Cosimo de’ Medici aus der Ausgabe 1550
- Verzeichnisse
- Brief von Giovambattista Adriani an Vasari, eine lange Abhandlung über die hervorragendsten antiken Künstler (Malerei, Bronzeguss und Bildhauerei)[18]
- Proömium (Einleitung) zum ganzen Werk
- Einführung in die drei Künste: 35 Kapitel über technische Aspekte und Referenzliteratur
  - 7 Kapitel zur Architektur
  - 7 Kapitel zur Bildhauerei
  - 21 Kapitel zur Malerei
- Proömium (Einleitung) zu den Biographien

Erster Teil der Biographien
30 Viten – in den Überschriften werden 33 Künstler genannt
- Cimabue
- Arnolfo di Lapo
mit Bonanno Pisano
- Nicola Pisano und Giovanni Pisano
- Andrea Tafi
- Gaddo Gaddi
- Margaritone
- Giotto
mit Puccio Capanna
- Agostino und Agnolo
- Stefano Fiorentino und Ugolino
- Pietro Lorenzetti (Pietro Laurati)
- Andrea Pisano
- Buonamico Buffalmacco
- Ambrogio Lorenzetti
- Pietro Cavallini
- Simone Martini
mit Lippo Memmi
- Taddeo Gaddi
- Andrea Orcagna (Andrea di Cione Orgagna)
- Tommaso Fiorentino, genannt Giottino
- Giovanni da Ponte
- Agnolo Gaddi
mit Cennino Cennini
- Berna Sanese
- Duccio di Buoninsegna
- Antonio Veneziano (Viniziano)
- Jacopo del Casentino
- Spinello Aretino
- Gherardo Starnina
- Lippo Fiorentino
 mit Lippo di Dalmasio
- Lorenzo Monaco
- Taddeo di Bartolo (Taddeo Bartoli)
- Lorenzo di Bicci
mit Bicci di Lorenzo und Neri di Bicci

Zweiter Teil der Biographien
Vorwort
52 Viten – in den Überschriften werden 63 Künstler genannt, außerdem eine Künstlergruppe (siehe Vittore Carpaccio)
- Jacopo della Quercia
- Niccolò Aretino
mit Galasso Galassi und Cosmè Tura
- Dello Delli
- Nanni di Banco
- Luca della Robbia
mit Andrea und Girolamo della Robbia
- Paolo Uccello (Paolo di Dono)
- Lorenzo Ghiberti
- Masolino
mit Paolo Schiavo
- Parri Spinelli
- Masaccio
- Filippo Brunelleschi
- Donatello
- Michelozzo Michelozzi
mit Pagno di Lapo Portigiani
- Antono Filarete und Simone
mit Bernardo Ciuffagni
- Giuliano da Maiano
- Piero della Francesca
- Fra Angelico (Beato Angelico)
mit Zanobi Strozzi, Domenico di Michelino und Attavante
- Leon Battista Alberti
- Lazaro Vasari
- Antonello da Messina
- Alesso Baldovinetti
- Vellano da Padova
- Filippo Lippi
mit Fra Diamante und Jacopo del Sellaio
- Paolo Romano, Maestro Mino und Chimenti Camicia
mit Baccio Pontelli
- Andrea del Castagno und Domenico Veneziano
- Gentile da Fabriano und Antonio Pisanello (Vittore Pisanello)
- Pesello und Francesco Pesellino (Francesco Peselli)
- Benozzo Gozzoli
mit Melozzo da Forlì und Zanobi Macchiavelli
- Francesco di Giorgio und Vecchietta (Lorenzo di Pietro)
- Antonio und Bernardo Rossellino
- Desiderio da Settignano
- Mino da Fiesole
- Lorenzo Costa
mit Ludovico Mazzolino
- Ercole Ferrarese
- Jacopo, Giovanni und Gentile Bellini
mit Benedetto Coda, Jacopo da Montagnana und Nicolò Rondinelli
- Cosimo Rosselli
- Il Cecca (Francesco di Giovanni)
- Don Bartolomeo Abate di San Clemente
- Gherardo miniatore
- Domenico Ghirlandaio
mit Benedetto, David Ghirlandaio und Sebastiano Mainardi
- Antonio und Piero Pollaiuolo
mit Maso Finiguerra
- Sandro Botticelli
- Benedetto da Maiano
- Andrea del Verrocchio
mit Agnolo di Polo, Francesco di Simone Benedetto und Santi Buglioni
- Andrea Mantegna
mit Francesco Squarcione, Dario da Treviso, Marco Zoppo, Lorenzo da Lendinara und Nicolò Pizzolo
- Filippino Lippi
mit Alonso Berruguete
- Bernardino Pinturicchio
mit Nicolò Alunno und Gerino da Pistoia
- Francesco Francia
mit Caradosso (Cristoforo Foppa)
- Pietro Perugino
mit Bacchiacca, Rocco Zoppo, Domenico di Paris, Eusebio da San Giorgio und Andrea Aloigi detto l’Ingegno
- Vittore Carpaccio (Vittore Scarpaccia) und andere venezianische und lombardische Maler
mit Stefano da Verona, Altichiero, Jacopo Avanzi, Jacobello del Fiore, Guariento (bei Vasari: Guerriero), Giusto de’ Menabuoi, Vincenzo Foppa (vermutlich identisch mit Vasaris Vincenzo Bresciano), Vincenzo Catena, Cima da Conegliano, Alvise Vivarini, Marco Basaiti, Bartolomeo Vivarini, Giovanni di Niccolò Mansueti, Vittore Belliniano, Bartolomeo Montagna, Benedetto Diana, Giovanni Buonconsiglio, Simone Bianco, Tullio Lombardo, Vincenzo Civerchio, Girolamo Romanino, Alessandro Bonvicino detto il Moretto, Francesco Bonsignori, Giovanni Francesco Caroto und Francesco Torbido detto il Moro
- Jacopo detto l’Indaco (Jacopo Torni)
mit Francesco Torni
- Luca Signorelli
mit Tommaso Bernabei detto il Papacello

### Zweiter Band
Dritter Teil der Biographien
Vorwort
49 Viten – in den Überschriften werden 65 Künstler genannt, außerdem mehrere Künstlergruppen
- Leonardo da Vinci
mit Gian Giacomo Caprotti, Giovanni Antonio Boltraffio und Marco d’Oggiono
- Giorgione da Castelfranco
- Antonio da Correggio
mit Andrea Solari (Andrea del Gobbo)
- Piero di Cosimo
- Donato Bramante (Bramante da Urbino)
- Fra Bartolomeo di San Marco
- Mariotto Albertinelli
- Raffaellino del Garbo
- Pietro Torrigiano (Torrigiani)
- Giuliano da Sangallo und Antonio da Sangallo der Ältere
- Raffael (Raffaello da Urbino)
- Guglielmo da Marcilla
- Simone del Pollaiuolo (il Cronaca)
- Domenico Puligo
- Andrea da Fiesole und andere aus Fiesole
- Vincenzo da San Gimignano und Timoteo da Urbino
- Andrea Sansovino (Andrea dal Monte Sansovino)
- Benedetto da Rovezzano
- Baccio da Montelupo und Raffaello da Montelupo
- Lorenzo di Credi
- Lorenzetto und Boccaccio Boccaccino
- Baldassare Peruzzi
- Giovan Francesco, genannt il Fattore, und Pellegrino da Modena
- Andrea del Sarto
mit Andrea Sguazzella, Pier Francesco Foschi, Jacopino del Conte
- Properzia de’ Rossi
mit Amico Aspertini, Plautilla Nelli, Sofonisba Anguissola und Alessandro Allori
- Alfonso Lombardi, Michelagnolo da Siena, Girolamo Santacroce, Dosso und Battista Dossi
- Giovanni Antonio da Pordenone (Giovanni Antonio Licinio) und andere friaulische Maler
- Giovanni Antonio Sogliani
- Girolamo da Treviso
- Polidoro da Caravaggio und Maturino da Firenze
- Rosso Fiorentino
- Bartolomeo Ramenghi (Bartolomeo da Bagnacavallo) und andere romagnolische Maler
- Francia Bigio
- Morto da Feltre (Morto da Feltro, Lorenzo Luzzo)[19] und Andrea di Cosimo Feltrini
- Marco Calabrese
- Parmigianino (Francesco Mazzola)
- Jacopo Palma der Ältere und Lorenzo Lotto
- Fra Iocondo, Liberale da Verona und andere aus Verona
- Francesco Bonsignori (Francesco Monsignori)
- Falconetto
- Francesco und Girolamo dai Libri
- Francesco Granacci
- Baccio d’Agnolo
- Valerio Belli (Valerio Vicentino), Giovanni da Castel Bolognese, Matteo dal Nasaro Veronese und andere
- Marcantonio Raimondi (Marcantonio Bolognese) und andere
- Antonio da Sangallo
- Giulio Romano
- Sebastiano del Piombo (Sebastiano Viniziano)
- Perino del Vaga

### Dritter Band
Dritter Teil der Biographien (Fortsetzung)
24 Viten – in den Überschriften werden 29 Künstler genannt
- Domenico Beccafumi
- Giovann’Antonio Lappoli
- Niccolò Soggi
- Niccolò detto il Tribolo
- Pierino da Vinci
- Baccio Bandinelli
- Giuliano Bugiardini
- Cristofano Gherardi
- Jacopo da Pontormo
- Simone Mosca
mit Francesco Mosca, genannt Moschino
- Girolamo und Bartolomeo Genga und Giovanni Battista Belluzzi (Giovanbatista San Marino)
- Michele Sanmicheli
mit Paolo Veronese (bei Vasari: Paulino) und Paolo Farinato
- Giovannantonio detto il Sodoma da Verzelli
- Bastiano detto Aristotile da San Gallo
- Benedetto Garofalo und Girolamo da Carpi
mit Bramantino und Bernardino Gatti detto il Soiaro
- Ridolfo, David und Benedetto Ghirlandaio
- Giovanni da Udine
- Battista Franco
mit Jacopo Tintoretto und Andrea Schiavone
- Francesco Rustici
- Giovanni Angelo Montorsoli
- Francesco Salviati
mit Giuseppe Porta
- Daniello Ricciarelli da Volterra
- Taddeo Zucchero
mit Federico Zuccari
- Michelangelo Buonarroti
mit Tiberio Calcagni und Marcello Venusti

In der ersten Ausgabe von 1550 war die letzte Biographie die von Michelangelo (1475–1564), der damals noch lebte. In der zweiten Ausgabe von 1568 ist die aktualisierte Biographie von Michelangelo das letzte der 155 Kapitel, deren Überschrift mit Vita di … beginnt, die also unzweifelhaft zu den Viten zählen. Danach folgen in der zweiten Ausgabe noch eine Reihe von weiteren Kapiteln über Künstler und ihre Werke, deren Überschrift nicht mit Vita di … beginnt. Die meisten dieser letzten Kapitel werden dennoch in die Zählung der Viten einbezogen. In ihnen werden die Werke folgender Künstler beschrieben:
- Francesco Primaticcio
mit Giovanni Battista Ramenghi (Bagnacavallo der Jüngere), Prospero Fontana, Nicolò dell’Abbate, Domenico del Barbieri, Lorenzo Sabatini, Pellegrino Tibaldi, Luca Longhi, Livio Agresti, Marco Marchetti, Giovanni Boscoli und Bartolomeo Passarotti
- Tizian
mit Jacopo Bassano, Giovanni Maria Verdizotti, Johannes Stephan van Calcar (Giovanni fiammingo) und Paris Bordon
- Iacopo Sansovino
mit Andrea Palladio, Alessandro Vittoria, Bartolomeo Ammannati und Danese Cattaneo
- Leone Leoni (Lione Aretino)
mit Giovanni Giacomo Della Porta, Guglielmo della Porta und Galeazzo Alessi
- Giulio Clovio
- „Verschiedene“
Girolamo Siciolante da Sermoneta, Marcello Venusti, Iacopino del Conte, Dono Doni, Cesare Nebbia und Niccolò Circignani (genannt Pomarancio), außerdem Künstler nördlich der Alpen: Jan van Eyck, Rogier van der Weyden, Albrecht Dürer u. a.
- Bronzino und die „Accademici del disegno“
mit Raffaellino del Colle, Benedetto Pagni da Pescia, Alessandro Allori, Giovanni Maria Butteri, Cristofano dell’Altissimo, Stefano Pieri, Giovanni Stradano, Santi di Tito, Benvenuto Cellini, Francesco da Sangallo, Andrea Calamech, Giovanni Battista Fiammeri, Vincenzo de’ Rossi, Francesco Camilliani und Stoldo Lorenzi
- Giorgio Vasari (Autobiographie)

## Ausgaben (Auswahl)
Die Vite erlebten wurden in viele Sprachen übersetzt und erlebte zahlreiche Neuauflagen, die sich zumeist auf die, als letztgültig verstandene Ausgabe von 1568 beziehen. Wegen des enormen Umfangs des Originalwerks wurden meist nur Auszüge übersetzt oder neu aufgelegt.

### Italienisch
- Erstausgabe 1550: Le vite de’ più eccellenti architetti, pittori e scultori italiani, da Cimabue infino a’ tempi nostri: descritte in lingua toscana, da Giorgio Vasari, pittore aretino. Con una sua utile & necessaria introduzione a le arti loro. L. Torrentino, Florenz, 2 Bände. (PDF, 452 Seiten, 17,1 MB)[20]
- Zweite, stark erweiterte Ausgabe 1568: Le Vite de’ più eccellenti pittori, scultori et architettori, scritte e di nuovo ampliate da Giorgio Vasari con i ritratti loro e con l’aggiunta delle Vite de’ vivi e de’ morti dall’anno 1550 infino al 1567. Giunti, Florenz, 3 Bände. (PDF, 1249 Seiten, 46,5 MB)[20]
- Gaetano Milanesi, Carlo Milanesi, Vincenzo Marchese, Carol Pini: Giorgio Vasari: Le vite de’ più eccellenti pittori, scultori e architetti. Società di Amatori delle Arti belle/F. Le Monnier, Florenz 1846–1857 (Kritische Gesamtausgabe).
  - 2. Auflage als: Le vite de’ più eccellenti pittori, scultori ed architettori scritte da Giorgio Vasari, con nuove annotazioni e commenti di Gaetano Milanesi. 9 Bände, G. C. Sansoni, Florenz 1878–1885 (Downloadangebot aller einzelnen Bände unter CC-by-NC-SA-2.5 über das Polytechnikum Turin).

### Deutsch
- Ludwig Schorn, Ernst Förster (Hrsg.): Giorgio Vasari: Leben der ausgezeichnetsten Maler, Bildhauer und Baumeister von Cimabue bis zum Jahre 1567. 6 Bände, Cotta, Tübingen und Stuttgart 1832–1849 (erste deutschsprachige Gesamtausgabe; Digitalisat)
  - Julian Kliemann (Hrsg.): Giorgio Vasari: Leben der ausgezeichnetsten Maler, Bildhauer und Baumeister von Cimabue bis zum Jahre 1567. Nachdruck der 1. deutschen Gesamtausgabe. 6 Bände, Wernersche, Worms 1983, ISBN 3-88462-018-5; 2. Auflage 1988, ISBN 978-3-88462-057-1.
- Adolf Gottschewski, Georg Gronau (Hrsg.): Die Lebensbeschreibungen der berühmtesten Architekten, Bildhauer und Maler. 7 Bände in 9 Teilbänden, Heitz, Straßburg 1904–1927.
  - Band 1: Trecento, Hälfte 1. Übersetzung und Anmerkungen von Martin Wackernagel. 1916.
  - Band 1: Trecento, Hälfte 2. Übersetzung und Anmerkungen von Paul Schubring. 1916.
  - Band 2: Die Florentiner Maler des 15. Jahrhunderts. Deutsch herausgegeben von Emil Jaeschke. 1904.
  - Band 3: Die italienischen Architekten und Bildhauer des 15. Jahrhunderts. Übersetzt und angemerkt von Adolf Gottschewski. 1906.
  - Band 4: Die mittelitalienischen Maler. Übersetzt von Georg Gronau. 1910.
  - Band 5: Die oberitalienischen Maler. Übersetzt von Georg Gronau. 1908.
  - Band 6: Die Florentiner Maler des 16. Jahrhunderts. Übersetzt von Georg Gronau. 1906.
  - Band 7: Die italienischen Architekten und Bildhauer des 16. Jahrhunderts, Halbband 1. Herausgegeben von Adolf Gottschewski. 1910.
  - Band 7: Die italienischen Architekten und Bildhauer des 16. Jahrhunderts, Halbband 2. Bearbeitet von Frida Schottmüller. Übersetzt von Hiltgart Vielhaber und Frida Schottmüller. 1927.

- Lebensbeschreibungen der ausgezeichnetsten Maler, Bildhauer und Architekten der Renaissance. Nach Dokumenten und mündlichen Berichten. Dargestellt von Giorgio Vasari. Herausgegeben von Ernst Jaffé. Bard, Berlin 1910 (Digitalisat); Neuauflagen 1913, 1923, 1925, 1930, 1980, 2001, Nikol, Hamburg 2010, ISBN 978-3-86820-076-8 (unkommentiertes und stark gekürztes „Lesebuch“ nach der Übersetzung von Schorn/Förster).
- Fritz Schillmann (Hrsg.): Giorgio Vasari. Künstler der Renaissance. Lebensbeschreibungen der ausgezeichnetsten Maler, Bildhauer und Architekten der Renaissance. Transmare, Berlin 1948 (Transkription dieser gekürzten Ausgabe im Volltext online im Projekt Gutenberg). Nachdruck mit 30 Porträtzeichnungen von Herbert Thannhaeuser: Vollmer, Wiesbaden/Berlin 1959.
- Lebensläufe der berühmtesten Maler, Bildhauer und Architekten. Eine Auswahl von 25 Viten, übersetzt von Trude Fein, mit einem Nachwort von Robert Steiner. Manesse, Zürich 1974, ISBN 978-3-7175-1488-6. Neuauflagen 2005, 2020, ISBN 978-3-7175-2510-3.[21]
- Alessandro Nova, Matteo Burioni, Katja Burzer, Sabine Feser, Hana Gründler, Fabian Jonietz (Hrsg.): Edition Giorgio Vasari. Kommentierte Gesamtausgabe, 45 Bände + Supplementband. Neu übersetzt von Victoria Lorini[22] u. a., mit umfangreicher textkritischer Kommentierung. Verlag Klaus Wagenbach, Berlin 2004–2015.[23][24]